# Patrick Chappatte
Patrick Chappatte (Karachi, 1967), meestal kortweg Chappatte genoemd, is een Zwitsers karikaturist.

## Biografie
Chappatte werd geboren in Pakistan. Zijn vader komt uit Zwitserland en zijn moeder uit Libanon. Hij groeide op in Singapore en Zwitserland. In 1995 verhuisde Chappatte naar New York. Daar werkte hij drie jaar lang voor The New York Times en Newsweek. In 1998 verhuisde hij terug naar Zwitserland en sindsdien woont hij in Genève. Sinds 2001 wordt Chappattes werk gepubliceerd door The International Herald Tribune.
Chappatte maakt politieke spotprenten. Daarnaast doet hij door middel van stripverhalen verslag van onder andere het blijvende gevaar van clusterbommen in Libanon sinds de Israëlisch-Libanese Oorlog, van de nasleep van de Russisch-Georgische Oorlog in 2008 en van de krottenwijken van de Keniaanse stad Nairobi. Zijn verslag over de clusterbommen in Libanon werd eerst gepubliceerd in de Franstalige krant Le Temps en daarna als stripboek uitgegeven. In 2011 maakte hij samen met het Rode Kruis hiervan een animatiefilm, getiteld Death Is in the Fields.
The Overseas Press Club of America bekroonde in 2012 Chappattes werk van het jaar daarvoor met een Thomas Nast Award.

### Persoonlijk leven
Chappatte is getrouwd met een journaliste. Hij heeft met haar drie zoons.

## Werk

### Franstalig
- Faites-nous rire! (1989)
- Attention, Chute de Mythes! (1992)
- En Amérique Latine (1996)
- La compil 1990-2000
- Reportages BD (2002)
- Les Bons et les Méchants (2004)
- La vie qu'on mène (2006)
- Super-Contribuable (2008)
- BD Reporter (2011)

### Engelstalig
- Another World (2004)
- Globalized (2007)
- Partly Cloudy (2008)
- Death in the Fields (2009)
- Signs of Recovery (2010)